# Brussel (stad)
De stad Brussel (Frans: Ville de Bruxelles of Bruxelles-Ville) is de hoofdstad van België, van de Vlaamse Gemeenschap, het Vlaams Gewest, de Franse Gemeenschap en het Brussels Hoofdstedelijk Gewest. De gemeente telt ruim 196.000 inwoners, waarvan ongeveer een derde in de historische Vijfhoek woont, ongeveer de helft in de noordelijke uitbreiding, in de deelgemeenten Laken, Neder-over-Heembeek en Haren en de rest in de buurten rond de Louizalaan, het Ter Kamerenbos (samen de zuidelijke uitbreiding) en in de oostelijke uitbreiding, de Europese wijk, waarvan het grootste gedeelte ook bij de gemeente hoort.
De gemeente Brussel is naar het inwoneraantal de op vier na grootste gemeente in België. Het hele Brussels Hoofdstedelijk Gewest, vaak ten onrechte Brussel genoemd, omvat in totaal 19 gemeenten met ongeveer 1,2 miljoen inwoners. Het stedelijk gebied, inclusief de voorsteden, telt ruim 1,8 miljoen inwoners en is daarmee het grootste van het land.

## Etymologie
De plaatsnaam "Brussel" komt van "Bruocsella" (in het Frankisch: bruoc + sella), wat evolueerde tot "Broekzele", wat betekent "nederzetting (zele) bij het moeras (broek)".

## Geschiedenis
Brussel ontstond rond een burcht op een eiland in de Zenne. Toen de stad uitdeinde bouwde men een eerste stadsomwalling, waarvan nog enkele delen bewaard zijn gebleven. Al snel bleek deze te klein en een tweede vijfhoekige stadsomwalling werd gebouwd. Deze omvatte zeven heuvels: de Koudenberg, de St.-Michielsberg, de Warmoesberg, de Kunstberg, de St.-Pietersberg, de Zavel en de Kruidtuin. Van deze tweede omwalling blijft bovengronds alleen de toren van de Hallepoort; tijdens het bouwen van metrostation Munthof werden ondergrondse steunmuren teruggevonden.

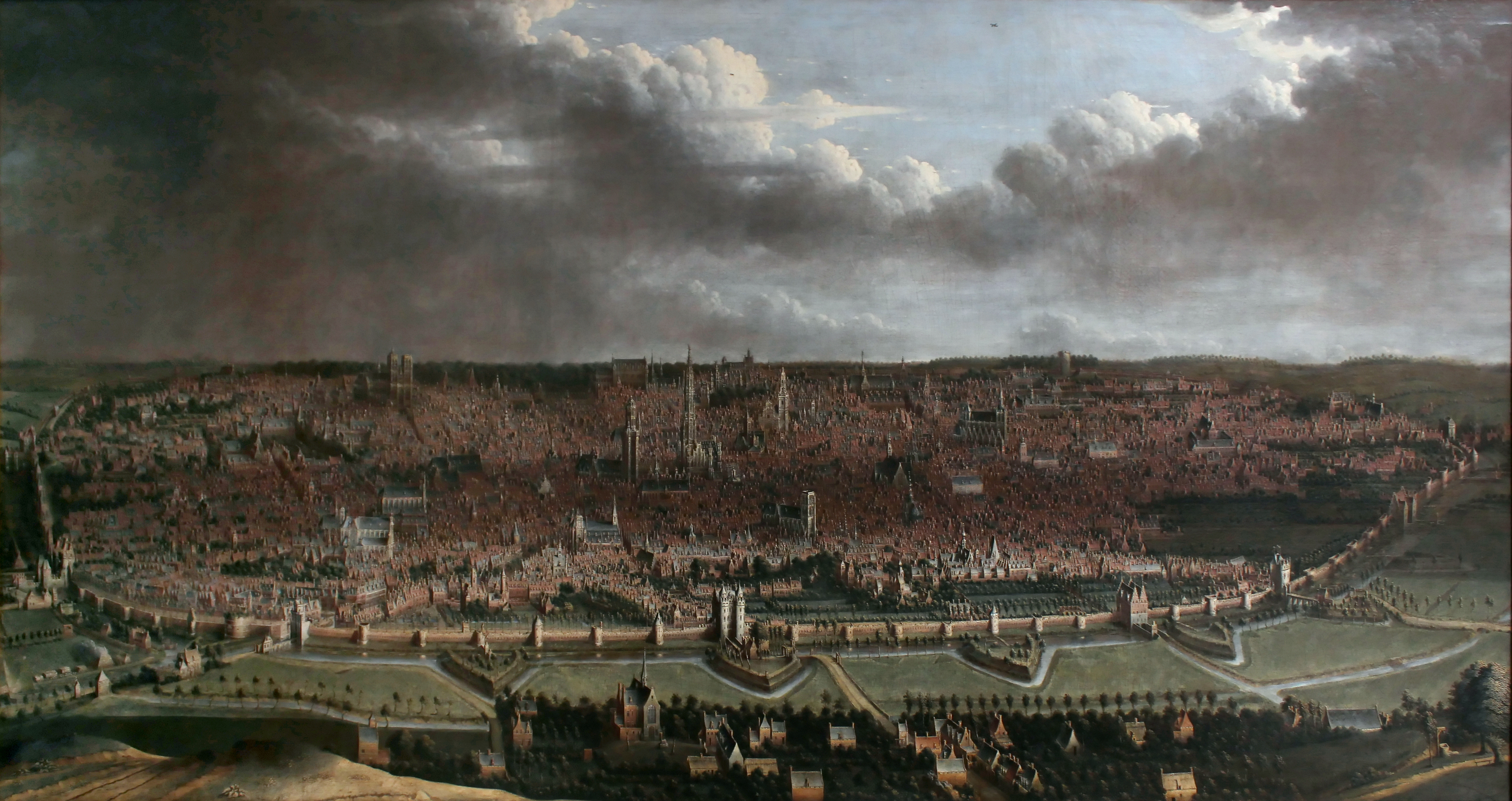
Gezicht op Brussel, 1664-65 van Jan-Baptist Bonnecroy

De stad werd achtereenvolgens de hoofdstad van het hertogdom Brabant, de Zeventien Provinciën, de Zuidelijke Nederlanden, het Verenigd Koninkrijk der Nederlanden (tezamen met Amsterdam), België, de Vlaamse Gemeenschap, de Franse Gemeenschap en het Brussels Hoofdstedelijk Gewest en is het bestuurlijk centrum van de Europese Unie.
In 1853 werd het gebied van de Europese Wijk aangehecht met de oostelijke uitbreiding van Brussel, in 1864 volgden het Ter Kamerenbos en de erheen lopende Louizalaan met de zuidelijke uitbreiding van Brussel en in 1921 kende de gemeente zijn grootste uitbreiding met de aanhechting van Haren, Laken, Neder-Over-Heembeek en de noordelijke uitbreiding.

## Demografie

### Demografische ontwikkeling
Alle historische gegevens hebben betrekking op de huidige gemeente, inclusief Laken, Haren en Neder-over-Heembeek.
- Bronnen:NIS, Opm:1806 tot en met 1981=volkstellingen; 1990 en later= inwonertal op 1 januari

| Inwoners van jaar tot jaar op 1 januari 1992 tot heden | Inwoners van jaar tot jaar op 1 januari 1992 tot heden | Inwoners van jaar tot jaar op 1 januari 1992 tot heden |
| jaar                                                   | Aantal                                                 | Evolutie: 1992=index 100                               |
| ------------------------------------------------------ | ------------------------------------------------------ | ------------------------------------------------------ |
| 1992                                                   | 135.435                                                | 100,0                                                  |
| 1993                                                   | 134.243                                                | 99,1                                                   |
| 1994                                                   | 134.824                                                | 99,5                                                   |
| 1995                                                   | 135.647                                                | 100,2                                                  |
| 1996                                                   | 133.103                                                | 98,3                                                   |
| 1997                                                   | 133.845                                                | 98,8                                                   |
| 1998                                                   | 134.046                                                | 99,0                                                   |
| 1999                                                   | 134.243                                                | 99,1                                                   |
| 2000                                                   | 133.859                                                | 98,8                                                   |
| 2001                                                   | 134.395                                                | 99,2                                                   |
| 2002                                                   | 136.730                                                | 101,0                                                  |
| 2003                                                   | 139.501                                                | 103,0                                                  |
| 2004                                                   | 141.312                                                | 104,3                                                  |
| 2005                                                   | 142.853                                                | 105,5                                                  |
| 2006                                                   | 144.784                                                | 106,9                                                  |
| 2007                                                   | 145.917                                                | 107,7                                                  |
| 2008                                                   | 148.283                                                | 109,5                                                  |
| 2009                                                   | 153.377                                                | 113,2                                                  |
| 2010                                                   | 157.673                                                | 116,4                                                  |
| 2011                                                   | 163.210                                                | 120,5                                                  |
| 2012                                                   | 166.497                                                | 122,9                                                  |
| 2013                                                   | 168.576                                                | 124,5                                                  |
| 2014                                                   | 170.407                                                | 125,8                                                  |
| 2015                                                   | 175.534                                                | 129,6                                                  |
| 2016                                                   | 178.552                                                | 131,8                                                  |
| 2017                                                   | 176.545                                                | 130,4                                                  |
| 2018                                                   | 179.277                                                | 132,4                                                  |
| 2019                                                   | 181.726                                                | 134,2                                                  |
| 2020                                                   | 185.103                                                | 136,7                                                  |
| 2021                                                   | 186.916                                                | 138,0                                                  |
| 2022                                                   | 188.737                                                | 139,4                                                  |
| 2023                                                   | 194.291                                                | 143,5                                                  |
| 2024                                                   | 196.828                                                | 145,3                                                  |
| 2025                                                   | 198.314                                                | 146,4                                                  |

### Autochtone Brusselaars
Door het internationale karakter van Brussel en het grote aantal buitenlanders en bewoners uit Vlaanderen en Wallonië zijn er in Brussel nog maar weinig echte Brusselaars te vinden. Ze kregen zelfs een speciale benaming. Zo is een Ketje een oorspronkelijke inwoner van Brussel die er samen met zijn beide ouders geboren en getogen is. Een Zinneke is er eveneens geboren, doch heeft slechts één ouder die zich Ketje mag noemen. Kenmerkend is hun taalgebruik.
Het oorspronkelijke Brussels is een Brabants dialect. Het kenmerkt zich taalkundig gezien door de vele leenwoorden uit het Frans en door Franse uitspraak van Nederlandse woorden. Het ontwikkelde zich uit de lokale variant van het Middelnederlands dat er in de Middeleeuwen gesproken werd.
Er bestaat ook een Brusselse variant van het Frans. Daarin vindt men vele leenwoorden uit het Nederlands en door het Nederlands beïnvloede uitspraak. In het artikel over het Brussels Hoofdstedelijk Gewest is meer informatie te vinden over het gebruik van de beide officiële talen in Brussel.

## Politiek

### Structuur
| Brussel          | Brussel          | Supranationaal                           | Nationaal                                              | Gemeenschap | Gewest                                                 | Provincie           | Arrondissement      | Provinciedistrict   | Kanton              | Gemeente        |
| ---------------- | ---------------- | ---------------------------------------- | ------------------------------------------------------ | --- | ------------------------------------------------------ | ------------------- | ------------------- | ------------------- | ------------------- | --------------- |
| Administratief   | Niveau           | Europese Unie                            | België                                                 | Vlaamse Gemeenschap Franse Gemeenschap | Brussels Hoofdstedelijk Gewest                         | Brussel-Hoofdstad   | Brussel-Hoofdstad   | Brussel-Hoofdstad   | Brussel-Hoofdstad   | Brussel         |
| Administratief   | Bestuur          | Europese Commissie                       | Belgische regering                                     | College v.d. Vlaamse Gemeenschapscommissie College v.d. Franse Gemeenschapscommissie College v.d. Gemeenschappelijke Gemeenschapscommissie | Brusselse Hoofdstedelijke Regering                     | Deputatie           | Deputatie           | Deputatie           | Deputatie           | Gemeentebestuur |
| Administratief   | Raad             | Europees Parlement                       | Kamer van volksvertegenwoordigers                      | Raad v.d. Vlaamse Gemeenschapscommissie Raad v.d. Franse Gemeenschapscommissie Raad v.d. Gemeenschappelijke Gemeenschapscommissie          | Brussels Hoofdstedelijk Parlement                      | Arrondissementsraad | Arrondissementsraad | Arrondissementsraad | Arrondissementsraad | Gemeenteraad    |
| Kiesomschrijving | Kiesomschrijving | Frans Kiescollege Nederlands Kiescollege | Kieskring Brussel-Hoofdstad (Kieskring Vlaams-Brabant) | Kieskring Brussel-Hoofdstad (Kieskring Vlaams-Brabant)                                                                                     | Kieskring Brussel-Hoofdstad (Kieskring Vlaams-Brabant) | Brussel-Hoofdstad   | Brussel-Hoofdstad   | Brussel-Hoofdstad   | Brussel             | Brussel         |
| Verkiezing       | Verkiezing       | Europese                                 | Federale                                               | Vlaamse, Brusselse en Franse Gemeenschapsverkiezingen                                                                                      | Vlaamse, Brusselse en Franse Gemeenschapsverkiezingen  |                     |                     |                     |                     | Gemeenteraads-  |

### Voormalige burgemeesters
| Periode | Periode    | Burgemeester                                    |
| ------- | ---------- | ----------------------------------------------- |
|         | 1830-1838  | Nikolaas Rouppe (Liberaal)                      |
|         | 1838-1841  | Guillaume Van Volxem (Liberaal)                 |
|         | 1841-1848  | François-Jean Wyns de Raucourt (Liberaal / PLP) |
|         | 1848-1860  | Charles de Brouckère (PLP)                      |
|         | 1860-1863  | André-Napoléon Fontainas (PLP)                  |
|         | 1863-1879  | Jules Anspach (PLP)                             |
|         | 1879-1881  | Felix Vanderstraeten (PLP)                      |
|         | 1881-1899  | Karel Buls (PLP)                                |
|         | 1899-1909  | Emile de Mot (PLP)                              |
|         | 1909-1939  | Adolphe Max (PLP)                               |
|         | 1914-1918  | Maurice Lemonnier (PLP, dienstdoend)            |
|         | 1939-1956  | Joseph Van De Meulebroeck (PLP)                 |
|         | 1941-1942  | Jules Coelst (PLP, dienstdoend)                 |
|         | 1942-1944  | Jan Grauls (Partijloos, Oorlogsburgemeester)    |
|         | 1956-1975  | Lucien Cooremans (PLP / PVV-PLP / PRL)          |
|         | 1975-1983  | Pierre Van Halteren (PRL)                       |
|         | 1983-1993  | Hervé Brouhon (PS)                              |
|         | 1993-1994  | Michel Demaret (PSC)                            |
|         | 1994-1995  | Freddy Thielemans (PS)                          |
|         | 1995-2000  | François-Xavier de Donnea (PRL)                 |
|         | 2001-2013  | Freddy Thielemans (PS)                          |
|         | 2013-2017  | Yvan Mayeur (PS)                                |
|         | 2017-heden | Philippe Close (PS)                             |

#### Bestuur 2025-2030
Het bestuur van de stad Brussel bestaat anno 2025 uit PS-Vooruit, MR+, Les Engagés-CD&V.

### 2025–2030

#### Schepencollege
| Functie en bevoegdheden                                                                                     | Naam                  | Partij | Partij      |
| --- | --------------------- | ------ | ----------- |
| Burgemeester Veiligheid, stadsontwikkeling, nabijheid, burgerbetrekkingen, communicatie en juridische Zaken | Philippe Close        |        | PS          |
| Eerste schepen Sport, openbaar en historisch erfgoed, groene ruimtes en dierenwelzijn                       | Florence Frelinx      |        | MR          |
| Tweede schepen Openbaar onderwijs, jeugd en kinderopvang                                                    | Faouzia Hariche       |        | PS          |
| Derde schepen Stedenbouw, openbare ruimte, wegenwerken, mobiliteit en Nederlandstalig onderwijs             | Anaïs Maes            |        | Vooruit     |
| Vierde schepen Burgerlijke stand, senioren en smart city-beleid                                             | Clémentine Buggenhout |        | MR          |
| Vijfde schepen Economie, werkgelegenheid, handel en gemeentelijke uitrusting                                | Didier Wauters        |        | Les Engagés |
| Zesde schepen Wonen, gelijke Kansen, toerisme en grote evenementen.                                         | Delphine Houba        |        | PS          |
| Zevende schepen Financiën en openbare netheid                                                               | Anas Ben Abdelmoumen  |        | PS          |
| Achtste Schepen Klimaat, duurzame wijkcontracten, burgerparticipatie en Nederlandstalige aangelegenheden    | Frederik Ceulemans    |        | Open Vld    |
| Negende schepen Voorzitter van het OCMW                                                                     | David Weytsman        |        | MR          |

#### Gemeenteraad
- PS-Vooruit: Philippe Close, Faouzia Hariche, Mohamed Ouriaghli, Karine Lalieux, Ahmed El Ktibi, Anaïs Maes, Sevket Temiz, Lydia Mutyebele Ngoi, Khalid Zian, Delphine Houba, Karim Tafranti, Anas Ben Abdelmoumen, Mamadou Cellou Satina Diallo, Nasir Mohammad, Fatima Moussaoui, Nawal Ben Hamou, Yousra Nouar, Abdelkader Satti, Achraf Haddach[7]
- MR+: David Weytsman, Florence Frelinx, Geoffroy Coomans de Brachéne, Clémentine Buggenhout, Alain Courtois, Bertin Mampaka Mankamba, Aline Godfrin, Frederik Ceulemans, Floriane Bonnier, Olivier Eggermont, Isabelle Rigaux
- PTB-PVDA: Bruno Bauwens, Mathilde El Bakri, Soulaimane El Mokadem, Léa Chaufoureau, Doh Coulibaly, Sidi Mohamed Benzaouia, Fahmi Al Khayari
- Ecolo-Groen: Benoit Hellings, Zoubida Jellab, Bart Dhondt, Benedetta De Marte, Lotte Stoops, Jana Goyvaerts, Rajae Maouane[8]
- Les Engagés-CD&V: Didier Wauters, Mathilde Vermeire, Elhadj Moussa Diallo
- Team Fouad Ahidar-BXL+: Mourad Maimouni, Ayse Malçikan[9]

Voorzitter gemeenteraad: Alain Courtois (MR)

### Uitslagen van de gemeenteraadsverkiezingen sinds 1976
De verkiezingen vinden alle zes jaar op de tweede zondag van oktober plaats.
Op 1 januari 1983 verloren de Brusselse liberalen hun burgemeesterszetel die ze al van voor de Belgische onafhankelijkheid in handen hadden en werd voor het eerst een socialist burgemeester van Brussel.
Bij de gemeenteraadsverkiezingen van 2012 werd het kartel PS-sp.a de grootste met 18 zetels, gevolgd door het cdH (in feite het kartel cdH-CD&V) met 10 zetels. Derde werd het kartel MR-Open Vld met eveneens 10 zetels; Ecolo-Groen werd vierde met 7 zetels. Tot slot behaalde het FDF 3 zetels en de N-VA 1 zetel. Hierop werd een paarse meerderheid gevormd tussen PS-sp.a en MR-Open Vld, goed voor 28 van de 49 zetels. Op 9 juni 2017 stapte de sp.a echter uit de coalitie wegens onregelmatigheden betreffende de toenmalige burgemeester Yvan Mayeur met betrekking tot daklozenorganisatie Samusocial. Sindsdien is Philippe Close burgemeester van Brussel-stad.
| Partij of kartel     | Partij of kartel                                                                    | 10-10-1976 | 10-10-1976 | 10-10-1982 | 10-10-1982 | 9-10-1988 | 9-10-1988 | 9-10-1994 | 9-10-1994 | 8-10-2000 | 8-10-2000 | 8-10-2006 | 8-10-2006 | 14-10-2012 | 14-10-2012 | 14-10-2018 | 14-10-2018 | 13-10-2024 | 13-10-2024 |
| Stemmen / Zetels     | Stemmen / Zetels                                                                    | %          | 49         | %          | 47         | %         | 47        | %         | 47        | %         | 47        | %         | 47        | %          | 49         | %          | 49         | %          | 49         |
| -------------------- | ----------------------------------------------------------------------------------- | ---------- | ---------- | ---------- | ---------- | --------- | --------- | --------- | --------- | --------- | --------- | --------- | --------- | ---------- | ---------- | ---------- | ---------- | ---------- | ---------- |
|                      | PTB-PVA1/ PTB-PVDA2/ PTB*PVDA+3/ PTB*PVDA4/ PTB-PVDA5                               | 0,721      | 0          | 0,181      | 0          | 0,251     | 0         | 0,701     | 0         | 0,592     | 0         | 0,633     | 0         | 1,563      | 0          | 11,584     | 6          | 13,375     | 7          |
|                      | PS1/ PS-sp.aB/ PS-VooruitC                                                          | 16,671     | 8          | 9,531      | 5          | 13,81     | 7         | 16,141    | 9         | 23,391    | 13        | 31,341    | 17        | 29,12B     | 18         | 28,381     | 17         | 28,08C     | 16         |
|                      | SP1/ sp.a-Spirit-GroenA/ PS-sp.aB/ Change.Brussels2/ Vooruit.Brussels3/ PS-VooruitC | -          |            | 3,131      | 0          | 2,631     | 0         | -         |           | -         |           | 5,91A     | 2         | 29,12B     | 18         | 3,222      | 1          | 28,08C     | 16         |
|                      | Agalev1/ sp.a-Spirit-GroenA/ Ecolo-GroenC                                           | -          |            | 0,621      | 0          | -         |           | -         |           | 3,261     | 1         | 5,91A     | 2         | 12,39C     | 7          | 16,81C     | 9          | 13,04C     | 7          |
|                      | Ecolo1/ Ecolo-GroenC                                                                | -          |            | 5,751      | 2          | 7,611     | 3         | 7,551     | 3         | 17,121    | 9         | 9,711     | 4         | 12,39C     | 7          | 16,81C     | 9          | 13,04C     | 7          |
|                      | FDF1/ DéFI2/ DéFI&Vous3                                                             | 27,281     | 15         | 16,801     | 9          | 11,751    | 6         | 10,311    | 5         | 27,67E    | 16        | 18,18F    | 10        | 7,631      | 3          | 7,552      | 3          | 2,563      | 0          |
|                      | PL-LPD/ PRL-IC1/ PRL2/ LBE/ Renouveau BruxelloisF/ MR-VLDG/ MR+K                    | 16,96D     | 9          | 26,081     | 15         | 23,862    | 13        | 18,042    | 10        | 27,67E    | 16        | 18,18F    | 10        | 17,89G     | 10         | 13,87G     | 7          | 21,16K     | 11         |
|                      | PVV1/ CVP-VLDH/ Bon-VLD2/ VLD-Vivant3                                               | 16,96D     | 9          | 3,671      | 1          | 5,172     | 2         | 5,54H     | 2         | -         |           | 3,463     | 1         | 17,89G     | 10         | 13,87G     | 7          | 21,16K     | 11         |
|                      | PSC-CVPI/ CVP-VLDH/ cdH-CD&V+J/ Les Engagés-CD&VL                                   | 25,22I     | 13         | 20,55I     | 12         | -         |           | 5,54H     | 2         | 9,17I     | 4         | 21,444    | 11        | 18,014     | 10         | 9,29J      | 5          | 6,65L      | 3          |
|                      | PSC-CVPI/ PSC-CVB2/ BSC-CVB3/ cdH4/ cdH-CD&V+J/ Les Engagés-CD&VL                   | 25,22I     | 13         | 20,55I     | 12         | 26,782    | 15        | 23,383    | 13        | 9,17I     | 4         | 21,444    | 11        | 18,014     | 10         | 9,29J      | 5          | 6,65L      | 3          |
|                      | VU-KD-LB1/ VU2/ VU-ID3/ N-VA4                                                       | -          |            | 5,311      | 2          | 3,512     | 1         | 2,932     | 0         | 3,893     | 1         | -         |           | 4,344      | 1          | 3,704      | 1          | 2,394      | 0          |
|                      | Vlaams Blok1/ Vlaams Belang2                                                        | -          |            | -          |            | 1,171     | 0         | 3,251     | 1         | 5,331     | 2         | 5,342     | 2         | 2,202      | 0          | 1,612      | 0          | 1,502      | 0          |
|                      | Team Fouad Ahidar-BXL+                                                              | -          |            | -          |            | -         |           | -         |           | -         |           | -         |           | -          |            | -          |            | 10,77      | 5          |
|                      | FN                                                                                  | -          |            | -          |            | 1,02      | 0         | 9,28      | 4         | 2,96      | 0         | 2,84      | 0         | -          |            | -          |            | -          |            |
|                      | UDB                                                                                 | -          |            | 0,24       | 0          | -         |           | -         |           | 3,25      | 1         | -         |           | -          |            | -          |            | -          |            |
|                      | PCB-KPB1 / PCB-KP2                                                                  | 3,531      | 1          | 1,532      | 0          | -         |           | -         |           | -         |           | -         |           | -          |            | -          |            | -          |            |
|                      | UDRT-RAD                                                                            | -          |            | 4,05       | 1          | -         |           | -         |           | -         |           | -         |           | -          |            | -          |            | -          |            |
|                      | LTB                                                                                 | 7,7        | 3          | -          |            | -         |           | -         |           | -         |           | -         |           | -          |            | -          |            | -          |            |
| Anderen(*)           | Anderen(*)                                                                          | 1,91       | 0          | 2,54       | 0          | 2,45      | 0         | 2,87      | 0         | 3,38      | 0         | 1,15      | 0         | 6,86       | 0          | 4,00       | 0          | 0,49       | 0          |
| Totaal stemmen       | Totaal stemmen                                                                      | 83.742     | 83.742     | 70.103     | 70.103     | 62.751    | 62.751    | 56.648    | 56.648    | 57.802    | 57.802    | 67.645    | 67.645    | 67.155     | 67.155     | 74.606     | 74.606     | 74.328     | 74.328     |
| Opkomst %            | Opkomst %                                                                           |            |            |            |            | 83,98     | 83,98     | 81,56     | 81,56     | 81,11     | 81,11     | 84,14     | 84,14     | 80,32      | 80,32      | 82,85      | 82,85      | 76,87      | 76,87      |
| Blanco en ongeldig % | Blanco en ongeldig %                                                                | 6,15       | 6,15       | 7,32       | 7,32       | 6,67      | 6,67      | 4,05      | 4,05      | 6,35      | 6,35      | 4,90      | 4,90      | 5,81       | 5,81       | 5,55       | 5,55       | 5,57       | 5,57       |

De rode cijfers naast de gegevens duiden aan onder welke naam de partijen telkens bij een verkiezing opkwamen, rode letters duiden de kartels aan.
De zetels van de gevormde meerderheid staan vetjes afgedrukt. De grootste partij is in kleur.

(*) 1976: MERGAM / 1982: FNK (1,63%), ECO-BXL (0,52%), Depha (0,31%), RPR-KVV (0,08%) / 1988: PFN (1,4%), EVA (0,85%), PLI (0,2%) / 1994: Demare (1,55%), Merci (0,62%), Plus (0,51%), RDB (0,19%) / 2000: FNB (1,75%), Vivant (1,63%) / 2006: UNIE (0,14%), Verleyen (0,20%), PH-HP (0,16%), Parti Solutions (0,35%), Force Citoyenne (0,3%) / 2012: Islam (2,9%), Pirates-Piraten (1,38%), Egalité (1,13%), Parti Populaire (0,76%), Belg-Unie (0,69%) / 2018: Islam (1,6%), Plan B (0,87%), La Droite (0,69%), Salem (0,55%), Citoyen d'Europe M3E (0,29%) / 2024: Vista CollectifCitoyen (0,49%)

### Representativiteit
Voor Brussel, net zoals voor de andere gemeenten van het Brussels Hoofdstedelijk Gewest, geldt dat het aantal kiezers in verhouding tot het aantal inwoners erg laag ligt, zowel absoluut als in vergelijking met de rest van het land. Dit is het gevolg van het hoge aandeel niet-Belgische inwoners (ook al kunnen deze onder bepaalde voorwaarden over gemeentelijk stemrecht beschikken). Daarnaast ligt ook het aantal kiezers dat niet komt opdagen, ondanks de stemplicht, erg hoog zodat het totale aantal uitgebrachte stemmen, inclusief ongeldige en blanco, in de 19 gemeenten van het gewest slechts 44,66% van het aantal inwoners bedraagt. Brussel scoort slechter met een verhouding van 40,33% uitgebrachte stemmen/inwoners.
Bij de gemeenteraadsverkiezingen van 14 oktober 2012 was de verhouding kiezers/inwoners en absenteïsme als volgt:
- Brussel: 50,22% (kiezers/inw.) - 19,68% (absenteïsme)
- Totaal Brussels Gewest : 53,89% (kiezers/inw.) - 17,14% (absenteïsme)

Ter vergelijking:
- Vlaamse provinciehoofdsteden: 69,30% (kiezers/inw.) - 12,12% (absenteïsme)
- Waalse provinciehoofdsteden: 69,04% (kiezers/inw.) - 17,31% (absenteïsme)

### Europese hoofdstad

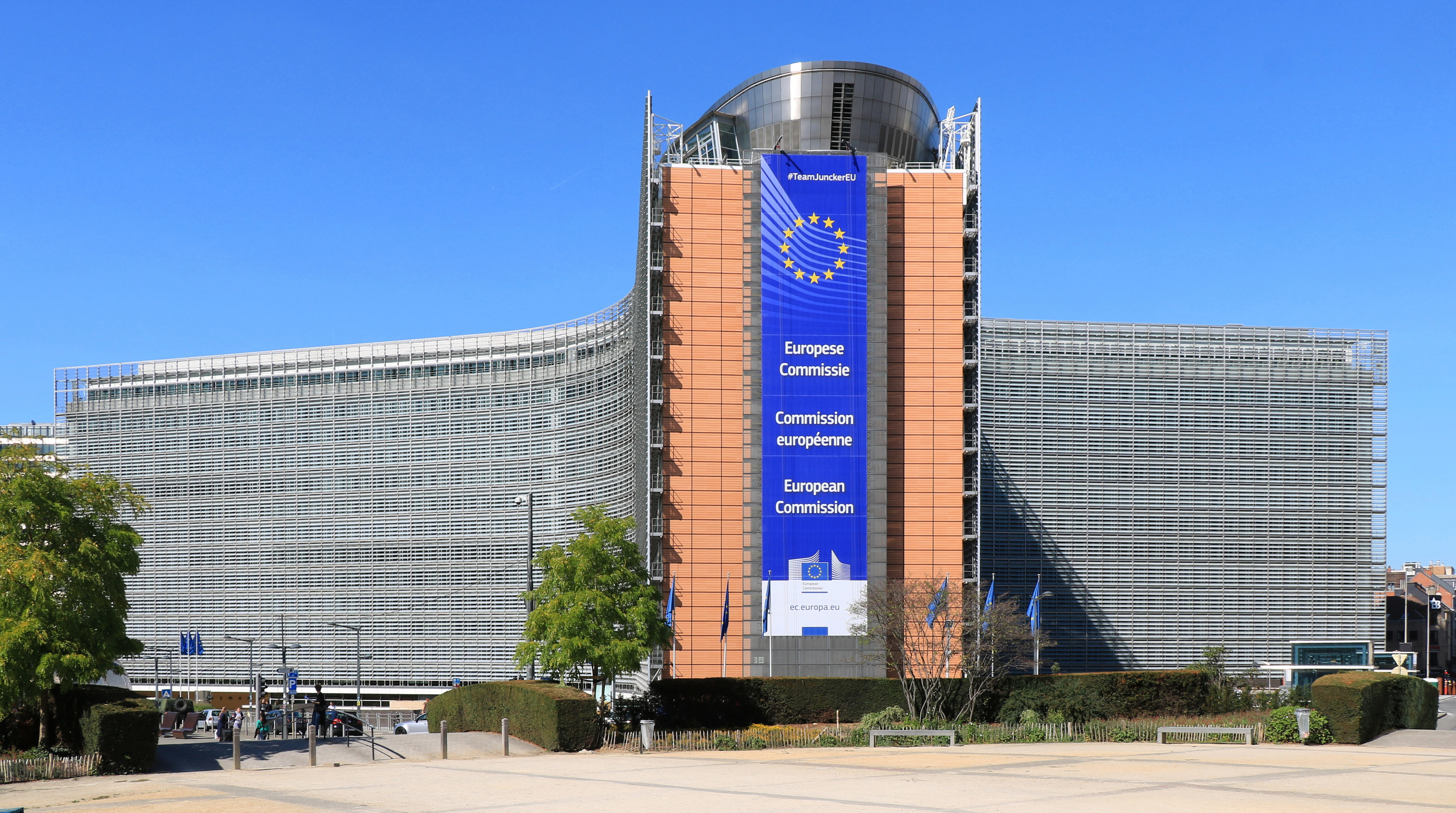
Het Berlaymontgebouw, hoofdkantoor van de Europese Commissie

Brussel wordt vaak beschouwd als de de facto hoofdstad van de Europese Unie. Het Europees Parlement vergadert hoofdzakelijk in Brussel en de stad is tevens de vestigingsplaats van de Europese Commissie en de Raad van de Europese Unie. Ook het Europees Economisch en Sociaal Comité, het Europees Comité van de Regio's en talrijke Europese agentschappen zijn in Brussel gevestigd.
De meeste Europese instellingen zijn gegroepeerd in de Leopoldswijk, of ook de Europese Wijk genoemd. Om deze instellingen te huisvesten werden tal van nieuwe wolkenkrabbers opgetrokken als het Berlaymontgebouw, het Justus Lipsius-gebouw, de Madoutoren, het Karel de Grote-gebouw, het Lexgebouw, het Europagebouw, Résidence Palace, The One en talrijke andere.
In de Brusselse deelgemeente Haren is het hoofdkwartier van de NAVO gevestigd, alsmede de hoofdzetel van EUROCONTROL.

## Bezienswaardigheden

### Historisch erfgoed
- de Grote Markt
- het Stadhuis van Brussel
- het Broodhuis
- de Beurs
- de Beenhouwersstraat
- de Munt (Koninklijke Muntschouwburg); hier brak de Belgische Revolutie van 1830 uit die leidde tot de onafhankelijkheid van België.
- het standbeeld van Manneken Pis.
- het Atomium, een monument dat een ijzerkristal voorstelt dat 165 miljard maal is vergroot. Het werd gebouwd ter gelegenheid van de Wereldtentoonstelling die hier plaats had in 1958.
- het Jubelpark met zijn hallen, musea, park en triomfboog. Aangelegd ter gelegenheid van de vijftigste verjaardag van de Belgische onafhankelijkheid.
- de Kathedraal van Sint-Michiel en Sint-Goedele.
- het Koninklijk Paleis van Brussel en het nabijgelegen Park van Brussel.
- het De Clèves-Ravensteinhuis
- het Hotel de Roest d'Alkemade
- de Marollen: volkswijk in Brussel waar de bekende Brusselse vlooienmarkt plaatsvindt. De wijk wordt beheerst door het imposante Justitiepaleis.
- de Zavel, wijk van de antiekhandel.
- de Heizel: de wereldtentoonstelling van 1958 had hier plaats, waar het Atomium een restant van is. Hier vindt men verder het ontspanningsoord Bruparck (bioscoopcomplex Kinepolis, subtropisch zwemparadijs Oceade, het park Mini-Europa, restaurants), het Koning Boudewijnstadion, de Brussels Expo (tentoonstellingsruimte) en de Planetarium van Brussel die werd geopend tijdens de Wereldtentoonstelling van 1935
- het park van Laken: domein van 160 ha met het Paleis van Laken (residentie van de Belgische vorsten), de koninklijke serres, de Japanse toren en het Chinees paviljoen.
- de stad telt vele artnouveauwoningen, ontworpen door Victor Horta (Hotel van Eetvelde, Hotel Tassel, Hotel Solvay).
- de verschillende winkelgalerijen in Brussel, waaronder de Koninklijke Sint-Hubertusgalerijen

### Kerken
Enkele kerken zijn onder andere:
- Kapellekerk
- Onze-Lieve-Vrouwekerk (Laken)
- Kathedraal van Sint-Michiel en Sint-Goedele
- Sint-Jacob-op-Koudenberg
- Onze-Lieve-Vrouw-ter-Zavelkerk
- Kerk Onze-Lieve-Vrouw Van Finisterrae
- Sint-Katelijnekerk
- Sint-Jan Baptist ten Begijnhofkerk
- Sint-Jans en Sint-Stevenskerk der Miniemen
- Sint-Niklaaskerk
- Brigittinnenkerk

## Cultuur

### Musea
- Koninklijke Musea voor Schone Kunsten van België, bestaande uit:
  - het Museum voor Oude Kunst (15e-18e eeuw)
  - het Museum voor Moderne Kunst (19e-20e eeuw)
  - het Meuniermuseum (Elsene)
  - het Wiertzmuseum (Elsene)
  - het Musée Magritte Museum
- Koninklijke Musea voor Kunst en Geschiedenis, bestaande uit:
  - het Jubelparkmuseum
  - het Paviljoen van de Menselijke Driften
  - de Hallepoort
  - de Musea van het Verre Oosten met de Japanse Toren en het Chinees Paviljoen
  - het Muziekinstrumentenmuseum
- het BELvue Museum
- Koninklijk Museum van het Leger en de Krijgsgeschiedenis
- Autoworld
- Joods Museum van België
- Museum voor Natuurwetenschappen
- Het Hortahuis (Elsene)
- Belgisch stripmuseum
- Museum van de Belgische Brouwers
- Museum van de Nationale Bank van België
- KBR Museum
- Huis van de Europese Geschiedenis

### Uitgaansleven

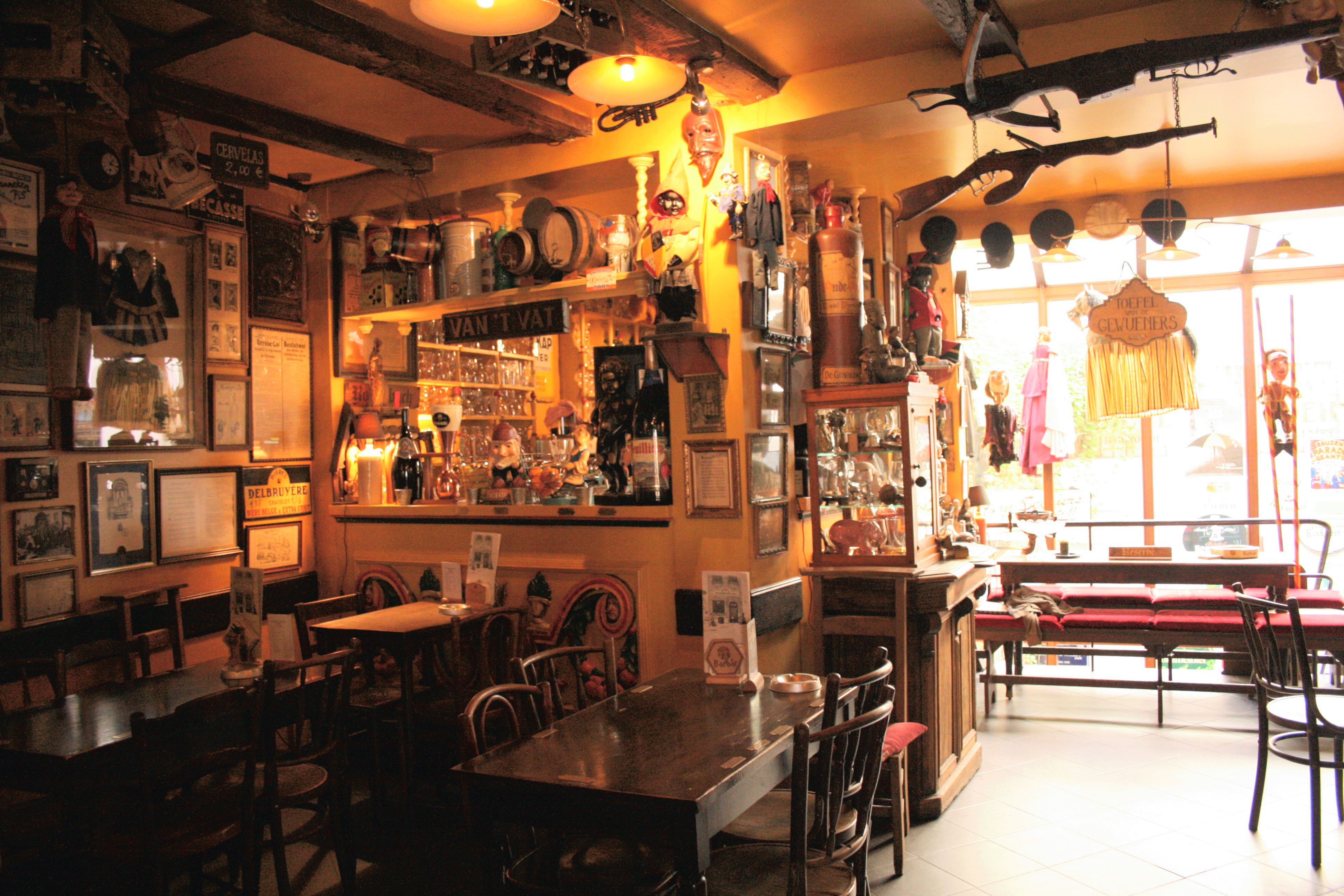
Café "Le Poechenellekelder"

Brussel heeft zoals veel andere Belgische steden een levendig uitgaansleven. Vele uitgaansgelegenheden liggen verspreid over de stad, maar in het centrum is vooral het gebied rond de Beurs en het Sint-Goriksplein bekend als uitgaansbuurt. Enkele bekende cafés zijn Den Coninck van Spaignien, biercafé Délirium, à la Mort Subite, Le Poechenellekelder, en Het Goudblommeke in Papier.
Daarnaast zijn er in de stad vele restaurants, waarvan onder meer Alexandre, Comme Chez Soi, Sea Grill, Villa Lorraine en WY zijn onderscheiden met een of meerdere Michelinsterren.
Belangrijke zalen zijn de Ancienne Belgique, de Munt, de Beursschouwburg en de KVS. In 1993 vestigde zich het Kaaitheater, als een centrum voor dans, theater en performance, aan het Saincteletteplein. Sinds 2005 heeft Brussel ook een casino.
In 1987 werd het voormalige goederenstation Thurn en Taxis geklasseerd en kreeg het een culturele en recreatieve bestemming. Tot 2016 vond hier jaarlijks het festival Couleur Café plaats, dat sinds 2017 naar het Osseghempark verhuisde. Tegenover Thurn en Taxis, langs het Bécodok in de kanaalzone, organiseren sinds de jaren zeventig twee boten, Ric's Artboat en Ric's Riverboat, artistieke activiteiten, festiviteiten en culturele projecten.
Brussel kent bovendien een reeks cafés gericht op holebi's, die met name aan en rond de Kolenmarkt gelegen zijn, zoals Le Belgica, Le Soleil en Le Détour (voorheen L'Homo Erectus). Een feest voor deze doelgroep dat internationale aantrekkingskracht geniet is La Demence, dat sinds 1994 in de bekende technodiscotheek Fuse in de Blaesstraat wordt gehouden.

### Taal
Binnen het Brussels Hoofdstedelijk Gewest gelden het Frans en het Nederlands als officiële talen. De meeste inwoners, forenzen, en 'vaste' buitenlanders gebruiken nochtans vooral het Frans als aanspreektaal. Deze gewoonte is ontstaan door de combinatie van de numerieke verhoudingen van de verschillende taalgroepen in Brussel, de relatieve meertaligheid van de Vlamingen in Brussel, en de relatief lagere kennis van andere talen onder de Franstaligen. Volgens onderzoek worden in Brussel opmerkelijk veel verschillende talen gesproken in thuisverband, en bestaan er ook veel taalgemengde gezinnen.

### Evenementen

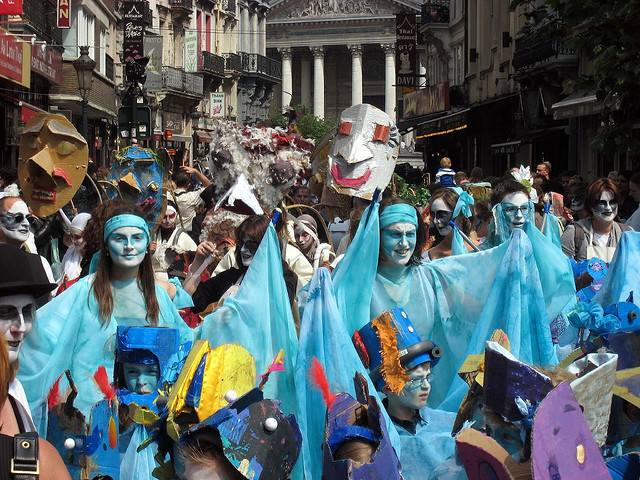
De Zinneke Parade, mei 2008

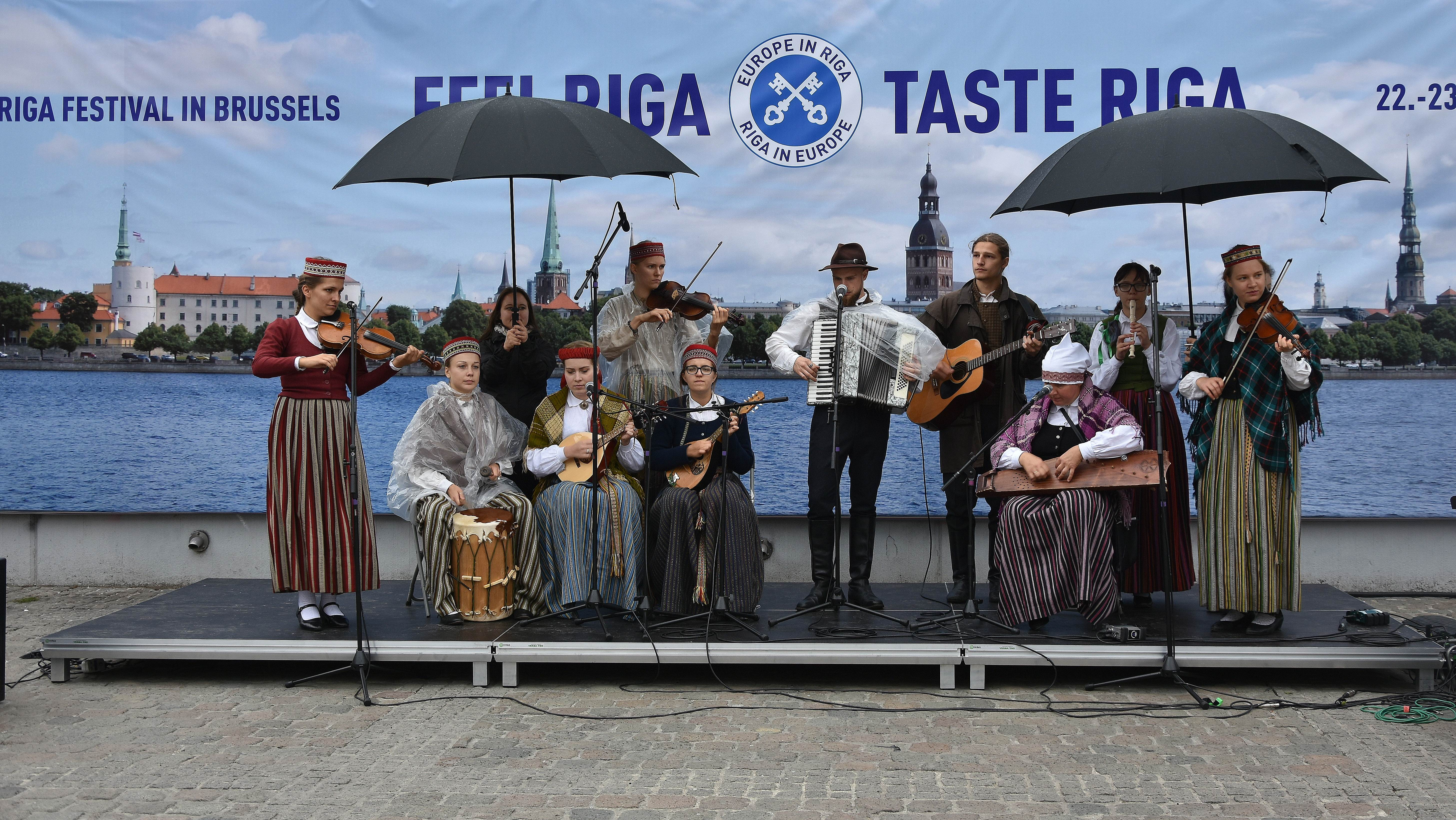
Rigafestival op het Spanjeplein in 2018

- Bloementapijt, in de even jaren (bijvoorbeeld 2016 - 2018 - 2020 enz.)
- Bright Brussels, in de winter
- Museum Night Fever, eerste weekend van maart
- Zinneke Parade, in de maand mei van de even jaren
- Kunstenfestivaldesarts, in mei
- The Belgian Pride, in mei
- Ommegang van Brussel, in juni en juli
- Couleur Café, laatste weekend van juni
- Brosella, tweede weekend van juli
- Brussel Bad, in juli en augustus
- Zuidfoor, tweede helft juli tot tweede helft augustus
- Bruksellive, laatste weekend van juli
- Brussels Summer Festival, in augustus

## Economie
De economie van Brussel wordt gedomineerd door activiteiten in de dienstensector en de openbare instellingen. Vaak zijn die activiteiten verbonden met de hoofdstedelijke functie:
- ministeries, nationale en regionale instellingen;
- ambassades en vertegenwoordigingen;
- hoofdkwartier van de NAVO;
- regionale en Europese zetels van multinationals;
- consultants en juridische diensten;
- horeca en vrijetijdsindustrie;
- communicatie: luchtvaart, transport ...;
- autoproductie: Audi Brussel.

Een belangrijk zakendistrict is de Noordruimte (Espace Nord) ten noorden van het centrum, rond het Noordstation. Het gebied wordt gekenmerkt door hoogbouw. Ook direct ten oosten van het centrum wordt het stadsbeeld door kantoren (laagbouw) gedomineerd. Het Central Plaza gebouw dicht bij het Centraal Station heeft op 15 verdiepingen 23.000 m² kantoren.
Dankzij de aanwezigheid van de Europese instellingen hebben vele internationale bedrijven een vestiging in Brussel gekozen. Hierdoor is er in Brussel, ook in economisch mindere tijden, een stabiele grote vraag naar kantoorruimten. De stad is de op twee na belangrijkste zakenstad van Europa, na Londen en Parijs. Ook is Brussel een belangrijke congresstad en is de stad onlangs Washington DC voorbijgestreefd als belangrijkste diplomatenstad ter wereld.

### Winkelen
Bekende winkelstraten zijn de Nieuwstraat, de Louizalaan en de Antoine Dansaertstraat. Een van de bekende winkelgalerijen in Brussel zijn de Koninklijke Sint-Hubertusgalerijen.

## Mobiliteit

### Wegverkeer

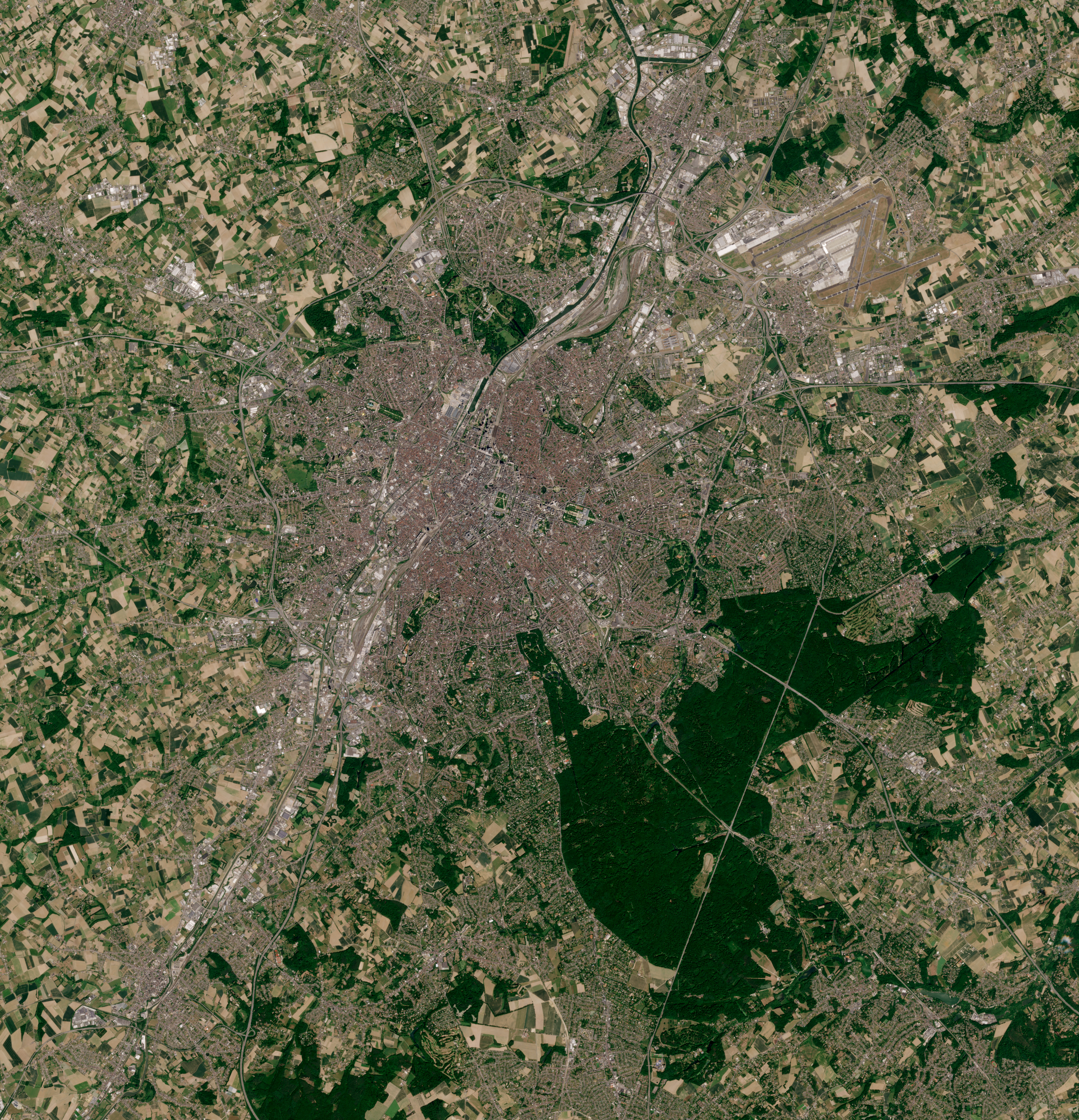
Satellietfoto van Brussel

Vanwege de centrale ligging binnen België is Brussel via meerdere snelwegen bereikbaar. Zo hebben steden als Gent, Brugge, Antwerpen, Luik, Namen, maar ook Amsterdam, Rotterdam, Keulen, Parijs en Luxemburg wegverbindingen met Brussel.
De stad telt twee concentrische verkeersassen, onderling verbonden door grote lanen:
- de (grote) Ring R0: de autosnelweg die het Brusselse gewest omcirkelt
- de kleine ring R20: serie van tunnels en doorgaande wegen die het centrum van Brussel bedienen en die de stadsomwalling uit de 14e en 15e eeuw volgt. Daarbij duiken namen op die herinneren aan de oude stadspoorten zoals de poort van Namen, Halle, Ninove, Anderlecht, Leuven, Schaarbeek, enzovoort.

Op 28 juni 2015 werden de centrale lanen gedeeltelijk afgesloten en werd een zone van 50 ha in het centrum autovrij, het op een na grootste autovrije centrum van Europa, na Venetië.

### Spoorwegen
Reizigers kunnen gebruikmaken van verschillende treinstations. De belangrijkste voor het personenvervoer bevinden zich op de noord-zuidverbinding.

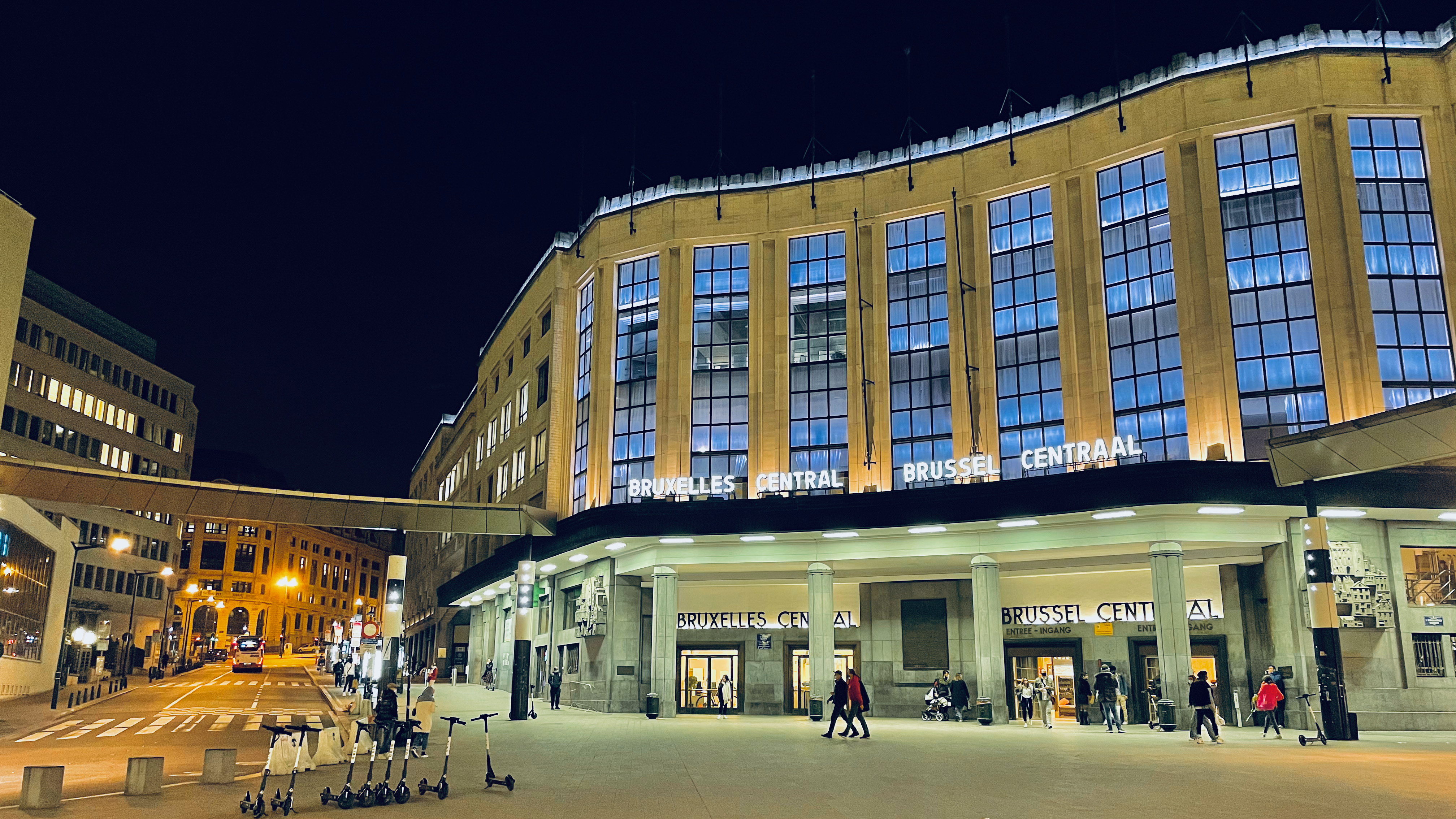
Station Brussel-Centraal

- Station Brussel-Zuid: het voornaamste internationale station van België (bediend door TGV, Eurostar Blue, Eurostar Red, ICE en andere internationale verbindingen)
- Station Brussel-Kapellekerk
- Station Brussel-Centraal
- Station Brussel-Congres
- Station Brussel-Noord

Alle nationale reizigerstreinen die Brussel aandoen, stoppen in Brussel-Noord, Brussel-Centraal en Brussel-Zuid. In Brussel-Kapellekerk en -Congres, die gesloten zijn op zaterdagen, zon- en feestdagen, houden enkel een paar stoptreinen halt. Alle treinen richting Namen en Luxemburg stoppen in station Brussel-Luxemburg en station Brussel-Schuman, nabij de Europese instellingen.
Vanuit Brussel zijn steden als Amsterdam, Rotterdam, Londen, Keulen, Parijs per trein binnen 2 tot 3 uur te bereiken. Rijsel (Lille) ligt zelfs binnen een uur sporen van Brussel. Een treinreis naar Frankfurt, Lyon en Straatsburg duurt 3-4 uur. Verder vertrekken er treinen naar Marseille, Montpellier en Nice.

Lijnennet van de Brusselse metro

### Openbaar vervoer
De Brusselse metro telt 60 stations, verspreid over twee assen. Sinds april 2009 is er een metrolijn toegevoegd waardoor er meer en snellere verbindingen mogelijk zijn.
Verder is er een uitgebreid tramnetwerk, met als zwaartepunt de noord-zuidverbinding (Zuidstation - Beurs - Noordstation, parallel met de noord-zuidverbinding van de treinen). Enkele tramverbindingen gaan tot de plaatsen in de Vlaamse Rand, zoals Groot-Bijgaarden, Tervuren, Drogenbos en Wezembeek-Oppem.
Een uitgebreid busnetwerk zorgt ervoor dat bijna elke plek in en rond het Brussels Hoofdstedelijk Gewest met het openbaar vervoer bereikbaar is. Het lokale vervoer binnen het Brussels Hoofdstedelijk Gewest wordt hoofdzakelijk uitgevoerd door de MIVB. Het vervoer in relatie met Vlaanderen wordt hoofdzakelijk verzekerd door De Lijn, het vervoer naar Wallonië hoofdzakelijk door de TEC.
Daarnaast wordt er internationaal openbaar busvervoer aangeboden door Flixbus vanaf het Noordstation, Zuidstation en Heizel, en door Eurolines vanaf het Noordstation.

## Stedenbanden
| - 1978 Moskou (Rusland), opgeschort - 1983 Atlanta (Verenigde Staten) - 1992 Berlijn (Duitsland) - 1994 Peking (China) - 2003 Praag (Tsjechië) | - Tétouan (Marokko) - Kinshasa (Congo) - Brasilia (Brazilië) - Ljubljana (Slovenië) - Madrid (Spanje) | - Aichi (Japan) - Tirana (Albanië) - Montréal (Canada) - Washington D.C. (Verenigde Staten) |  |

## Nabijgelegen kernen
Sint-Jans-Molenbeek, Anderlecht, Sint-Gillis, Elsene, Etterbeek, Sint-Lambrechts-Woluwe, Sint-Joost-ten-Node, Sint-Jans-Molenbeek, Laken